# Taiji Yamaga
Taiji Yamaga fue un militante y figura del anarquismo pacifista y esperantista japonés.

## Biografía
Nació el 26 de junio de 1892 en Kioto. Muy joven, descubre el ideal anarquista en Tokio y milita en la Japana Esperantista Asocio (Asociación Esperantista Japonesa), de la cual se convertirá en secretario rápidamente. En 1910, cuando el Estado intenta erradicar el anarquismo japonés, es aún muy joven y no figura en la lista de militantes buscados por la policía y el ejército; escapando así de ser ahorcado. Esto le permite huir de la represión y se exilia primero en Taiwán y más tarde en China. Se instala entonces en Shanghái, donde se convierte en colaborador del anarcopacifista Shi Pho y del periódico Ming Sing, encargándose de la sección esperantista del rotativo.
Desaprueba, durante la Primera Guerra Mundial, las posiciones belicistas del Manifiesto de los Dieciséis. Vuelve a Japón, donde se casa con su compañera Mika, pero en 1927 vuelve con Sanshiro Ishikawa a China; Shanghái está entonces en plena efervescencia revolucionaria. Ejerce como profesor de esperanto en la Universidad del Trabajo y despliega una intensa actividad de militancia anarquista. 
Pero la presencia del ejército de ocupación japonés en China le impulsa a dejar el continente y marcha a Filipinas, donde trabajará como redactor en un periódico de Manila durante la Segunda Guerra Mundial. Realizará también un primer diccionario de tagalo-japonés.
Una vez terminada la guerra vuelve a Japón, donde toma parte activa en el renacimiento del movimiento anarquista japonés y en particular en la creación, el 12 de mayo de 1946, de la Federación Anarquista Japonesa. Gracias a su conocimiento de varios idiomas, asumirá el Secretariado en las Relaciones Internacionales. Será Secretario General de la Federación también en sucesivas ocasiones y colaborará en el periódico anarquista Heimin Shimbun, que aparecería a partir del 15 de julio de 1946. 
Pacifista convencido, participará también activamente en la War Resister's International publicando “Ciudadano del mundo” y asistirá al X Congreso de dicha organización, que tuvo lugar en India en 1960. 
Admirador de Lao Tsé, escribirá un libro para difundir el pensamiento de este gran autor. Se trata de una traducción al esperanto de la obra Tao Te King, que posteriormente sería traducido al castellano por parte de Eduardo Vivancos, con el título "El Libro del Camino y de la Virtud" (México: Editorial Tierra y libertad, 1963).

### Últimos años y muerte
A partir de 1961 cae enfermo, pero, aunque paralizado, seguiría comprometido con el movimiento anarquista y pacifista hasta su muerte el 6 de diciembre de 1970, dando a conocer durante toda su vida el movimiento anarquista japonés.